# Tjeuresjauratjah
Tjeuresjauratjah är en sjö i Gällivare kommun i Lappland och ingår i Luleälvens huvudavrinningsområde. Sjön har en area på 0,108 kvadratkilometer och ligger 462 meter över havet. Tjeuresjauratjah ligger i Sjaunja Natura 2000-område. Sjön avvattnas av vattendraget Tjeuresjåkkå.

## Delavrinningsområde
Tjeuresjauratjah ingår i det delavrinningsområde (747321-166738) som SMHI kallar för Mynnar i Mälkojaure. Medelhöjden är 553 meter över havet och ytan är 34,72 kvadratkilometer. Det finns inga avrinningsområden uppströms utan avrinningsområdet är högsta punkten. Tjeuresjåkkå som avvattnar avrinningsområdet har biflödesordning 3, vilket innebär att vattnet flödar genom totalt 3 vattendrag innan det når havet efter 259 kilometer. Avrinningsområdet består mestadels av skog (70 procent), sankmarker (12 procent) och kalfjäll (17 procent). Avrinningsområdet har 0,44 kvadratkilometer vattenytor vilket ger det en sjöprocent på 1,3 procent.